# George Lilanga
George Lilanga (Kikwetu, 1934 – Dar es Salaam, 27 giugno 2005) è stato un pittore e scultore tanzaniano. 
Formatosi alla scuola pittorica del tingatinga a Dar es Salaam, è noto anche a livello internazionale per il suo peculiare stile pittorico, caratterizzato da figure dai colori vivaci e i contorni netti, fortemente dinamiche, e caricaturali.

## Biografia

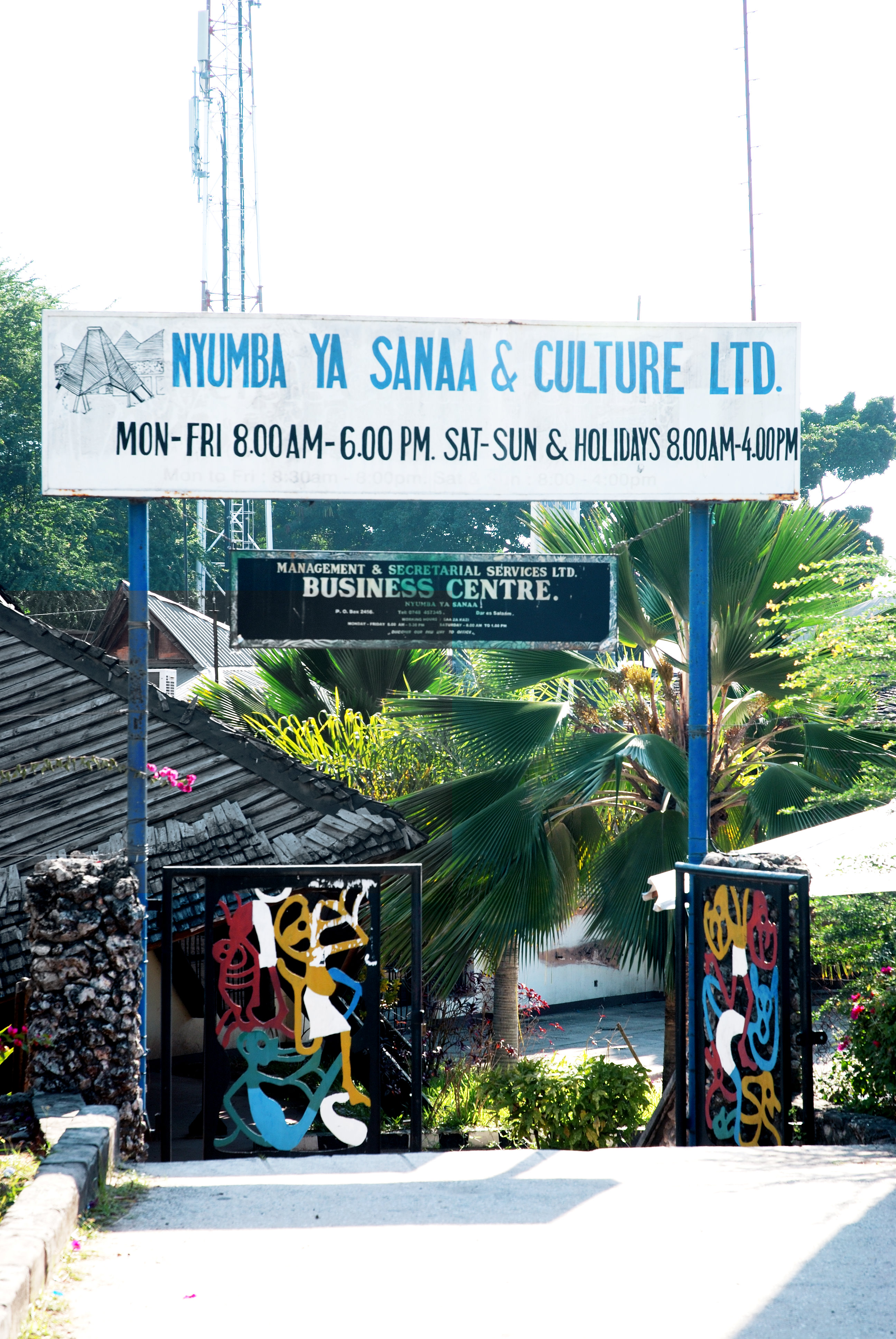
Il cancello del Centro culturale Julius Nyerere (Nyumba ya Sanaa) a Dar es Salaam, decorato da Lilanga

È difficile stabilire con certezza la data di nascita di un africano, specialmente se questa avviene in un villaggio del Sud della Tanzania dove la vastità del territorio, l'indigenza delle popolazioni, il fenomeno del nomadismo e la precarietà dell'organizzazione anagrafica rendono problematico darle un giorno ed un luogo precisi. Non fa eccezione George Lilanga del quale sono stati indicati luoghi e date di nascita imprecisi. Fu lui stesso poi ad affermare di essere nato nel 1934 nel villaggio di Kikwetu del distretto Masasi nella regione della Tanzania meridionale Mtwara, all'epoca Territorio del Tanganica britannico. L'etnia di origine è la Makonde. Infatti entrambi i genitori erano Makonde (gruppo etnico originario del Mozambico).
La famiglia di Lilanga era composta dal padre anche lui operaio agricolo nelle piantagioni di sisal, dalla madre e da due fratelli morti prima di lui. Sembra che la madre abbia avuto altri figli tutti deceduti in tenera età. Il padre, probabilmente anche a causa di tutte queste morti premature, abbandonò la famiglia per risposarsi con un'altra donna.
George frequentò la scuola elementare per soli 4 anni dei 7 normalmente previsti. È interessante notare come Lilanga nelle opere degli ultimi anni dedicate alla vita del villaggio torni più volte alla rappresentazione dei festosi momenti della consegna dei diplomi agli studenti delle scuole primarie o delle scuole superiori. Sembra quasi che voglia ricordare il suo percorso scolastico non terminato e che voglia inviare uno dei suoi messaggi di progresso positivo agli uomini e alle donne della sua terra. 
Intorno ai 15 anni ebbe la sua iniziazione con la partecipazione alla cerimonia detta Jandoni o Jando dove i giovani maschi vengono iniziati al proprio futuro di uomini (i ragazzi vengono separati dalle giovani donne per 3 – 4 mesi e circoncisi; vengono poi istruiti in tutte le attività mascoline, i segreti del bush e della magia usata nella caccia.
Ebbe inizio poco dopo il suo primo contatto con la scultura (le radici, il legno dolce e poi il duro ebano) rifacendosi alla tradizione Makonde. Si dedicò quasi esclusivamente a tale tecnica dal 1961 al 1972.
Mostrò le sue prime opere agli europei che lavoravano nei campi dei profughi della guerra d'indipendenza del Mozambico. Anche in base ai loro consigli nel 1970 decise di trasferirsi a Dar es Salaam dove le possibilità di vendere le sculture erano maggiori.
Nel 1971 ottenne la prima occupazione grazie allo zio Augustino Malaba, già noto scultore e successivo suo collaboratore, nella veste di sorvegliante notturno presso la Nyumba ya Sanaa ("casa dell'arte"), un tipico centro africano per lo sviluppo dell'arte e dell'artigianato.
Le doti di Lilanga vennero presto intuite e fu messo nelle condizioni di mostrare il suo genio artistico: cominciò a realizzare batik, opere su pelle di capra e lavori su lastre di ferro per il completamento di ringhiere e cancelli.
George Lilanga frequentò l'ambiente artistico della scuola Tingatinga, con i discepoli del celebre pittore autodidatta che iniziò negli anni '60 a dipingere i suoi animali fantastici, soprattutto “the big five” (leone,  elefante,  ippopotamo,  giraffa ed antilope)  utilizzando i materiali di recupero (masonite al posto della tela) e i colori acrilici da officina e realizzando dipinti peculiari con grande vivacità di colori, pittura a strati successivi, campo pittorico ben delimitato, aspetto onirico dei suoi personaggi. Sicuramente la scuola Tingatinga esercitò un forte peso nello sviluppo artistico di Lilanga. 
Intorno al 1972 divenne essenzialmente un pittore.
Alcune opere di Lilanga furono presentate al Museo Nazionale di Dar es Salaam nel 1974. E in queste opere, come in parte delle successive, si può evidenziare l'influenza esercitata dalla scuola Tingatinga.
Lilanga da quel momento si dedicò quasi solo alla pittura con i suoi personaggi Makonde ritratti interamente e con colori brillanti.

Sempre nel 1974 gli fu fatta la prima diagnosi di diabete mellito: 
Nel 1977 effettuò il primo viaggio fuori del continente africano recandosi a New York. Qui espose al Marycoll Ossing Center. Restò un po' di tempo a Manhattam vendendo stampe realizzate su carta o cartone agli incroci delle strade. 
Nel 1978 partecipò a una mostra collettiva di artisti africani a Washington. Tra le 280 opere presentate circa 100 furono di Lilanga. Fu in questa occasione che venne comparato con Jean Dubuffet. Si ipotizzò anche una sua influenza esercitata sui giovani graffitisti americani (lo stesso Keith Haring dichiarò in un'intervista di essere stato influenzato dalle opere di Lilanga).
Iniziò così una lunga serie di esposizioni. Le opere di Lilanga ebbero sempre maggior successo in Africa, in Europa, negli USA e persino in India e ripetutamente in Giappone. Negli anni '80 si dedicò quasi esclusivamente alla pittura.  I suoi Shetani vennero rappresentati bidimensionalmente su masonite e successivamente su faesite, i poco costosi pannelli di fibre legnose pressate e tenute insieme da un legante, tanto usati in Africa nelle povere abitazioni per tamponare i sottotetti e come isolanti termici. 
Sono di questi anni le più belle opere di Lilanga realizzate con olio acrilico su masonite o faesite del “classico” formato di circa 61 x 61 centimetri e che ci mostrano continue esplosioni di colore.
Nei successivi anni '90 George Lilanga divenne sempre più famoso, anche se il successo fu maggiore all'estero che nel proprio paese, la Tanzania. 
Raggiunse così i livelli più elevati della sua maturità artistica. Numerose furono le esposizioni delle sue opere in molti paesi e venne riconosciuto come uno dei più grandi artisti dell'Africa, probabilmente il maggiore artista africano contemporaneo.
In questi anni le sue opere assumono dimensioni sempre maggiori (sono di questo periodo gli oli su tela di circa un metro quadrato di superficie, le prime grandi tele di più di 200 centimetri di lunghezza e le masoniti/faesiti di 61 x 122 centimetri). Sempre in questo periodo ricominciò dopo molti anni a dedicarsi intensamente anche alla scultura realizzando moltissime opere in legno tenero (solitamente mninga o mkongo) colorate vivacemente con smalti a olio. 
Negli ultimi anni '90 si manifestarono gravi complicanze della malattia diabetica e Lilanga fu costretto a riorganizzare il proprio lavoro avvalendosi di un atelier: numerosi giovani allievi e parenti scultori e pittori da lui strettamente diretti cominciarono a svolgere parte delle mansioni che Lilanga non riusciva più a portare avanti da solo con facilità.  Quello dell'atelier è un modo di lavorare usuale presso gli artisti africani e ripropone quello delle botteghe d'arte del Rinascimento.
Nel 2000 la concomitanza del diabete, dell'ipertensione arteriosa e di una cardiopatia determinarono un rapido peggioramento delle condizioni dell'artista: a causa di una gangrena nell'ottobre 2000 fu costretto all'amputazione della gamba destra. Nel dicembre dello stesso anno gli venne amputata anche quella sinistra. Lilanga fu quindi costretto all'uso della sedia a rotelle, ma dopo il ritorno a casa nel gennaio 2001, riprese a lavorare sempre con grande impegno e con indomita voglia di vivere.
Dal 2001, a causa della grave menomazione fisica, ritornò ai piccoli lavori con inchiostri su carta e piccole pelli di capra della dimensione di 22,5 x 22,5 centimetri, di più facile e rapida esecuzione, ma con l'aiuto dell'atelier continuò anche ad affrontare dipinti di notevoli dimensioni e fino a poco prima della morte realizzò grandi tele e masoniti e bellissimi tondi.
È morto lunedì 27 giugno 2005 a Dar es Salaam nella sua casa-atelier di Mbagala. In Mbagala vivono la sua seconda moglie e tre dei suoi figli tra cui il piccolo Dunìa.

## Mostre museali / esposizioni
Dal 1974 al 2005 sono state sempre più numerose le mostre organizzate praticamente in tutti i continenti, con esposizioni di rassegne in grandi Musei e con la presentazione di molte esposizioni presso organismi pubblici e gallerie private.
1974
- National Museum, Dar es Salaam, Tanzania.

1976
- Goethe Institute, Dar es Salaam, Tanzania.
- National Gallery of Botswana, Gaborone, Botswana.

1977
- Goethe Institute, Dar es Salaam, Tanzania.
- Marycoll Ossing Center, New York, USA.

1978
- IMF Hall, World Bank, Washington, D.C., USA.

1979
- National Museum, Dar es Salaam, Tanzania.

1981
- National Museum, Dar es Salaam, Tanzania.
- International Summer Academy, Salzburg, Austria.

1983
- National Gallery of Zimbabwe, Harare, Zimbabwe.
- Art and Craft Centre, Dar es Salaam, Tanzania.

1984
- International Summer Academy, Salzburg, Austria.
- Art and Craft Centre, Dar es Salaam, Tanzania.

1985
- Mostra Itinerante/Travelling Exhibition: Svezia, Danimarca, Norvegia, Finlandia.

1986
- Art and Craft Centre, Dar es Salaam, Tanzania.

1987
- International Summer Academy, Salisburgo, Austria.

1988
- Mostra Itinerante/Travelling Exhibition: Londra, Glasgow, U.K.
- Art and Craft Centre, Dar es Salaam, Tanzania.

1989
- Art and Craft Centre, Dar es Salaam, Tanzania.
- Le Magicians de la Terre, Centre George Pompidou, Parigi, Francia.

1990
- Village & Craft Museum, New Delhi, India.
- Art and Craft Centre, Dar es Salaam, Tanzania.

1991
- Art and Craft Centre, Dar es Salaam, Tanzania.
- Africa Esplores: 20th Century African Art, The Center for African Art, New York, USA.

1992
- Art and Craft Centre, Dar es Salaam, Tanzania.
- “Out of Africa”, Saatchi and Saatchi Gallery, London, UK.

1993
- Art and Craft Centre, Dar es Salaam, Tanzania.
- Watatu Gallery, Nairobi, Kenya.
- Discovery; Contemporary Art of East Africa; Ludwigshafen am Rhein Museum, Ludwigshafen, Germania.
- Musée de Nantes, Nantes, Francia.
- Okarija Gallery, Tokio, Giappone.
- Keith Haring & Lilanga, Pantheon Tama Gallery, Tokyo, Giappone.
- La Grande Verité, Les Astres Africains, Musée deBeaux-Arts, Nantes, Francia.
- Art Tower Mito, Tokyo, Giappone.

1994
- Mimoca gallery, Marugame, Giappone.

1995
- Biennale di Johannesburg, Johannesburg, RSA.
- Hetzhof, Germania.
- Tama Art University Museum, Tokyo, Giappone.
- Maruyamagawa Park Art Museum, Giappone.
- Hiroshima City Modern Art Museum, Giappone.
- Toyoka, Japan

1996
- Goethe Institute, Dar es Salaam, Tanzania.
- Dakar Biennale, Dakar, Senegal.
- “Africa Nera, Cuore Rosso“, Museo Archeologico, Rosignano Marittimo, Italia.
- Pyramid Hotel and ZAK Gallery, Furth, Germania.

1997
- Watamu Gallery, Nairobi, Kenya.
- Islamabad, Castello Pasquini, Castiglioncello, Livorno, Italia.
- Hiroshima, Giappone.

1998
- “Lilanga's Cosmos“ , Sudou Art Museum, Tokio, Giappone.
- Goethe Institute, Dar es Salaam, Tanzania.
- “Art in Tanzania 1998” . Dar es Salaam, Tanzania.
- La Persia, Palazzo Carlotti, Verona, Italia.
- Malindi Artist's Proof, Malindi Kenya.

1999
- Malindi Casino, Malindi, Kenya.
- Malindi Artist's Proof, Malindi, Kenya.
- Fabbrica Eos, Milano, Italia.
- Franco Cancelliere Gallery, Messina, Italia.
- “Art in Tanzania 1999”, National Museum Dar es Salaam, Tanzania.

2000
- Sanaa Ya Africa”, Tama Art University Museum, Tokyo, Giappone.
- “Art in Tanzania 2000” National Museum Dar es Salaam, Tanzania.
- “Tribute to George Lilanga”, Alliance Française, Dar es Salaam, Tanzania.
- George lilanga: d'ici et d'ailleurs, Centre Culturel François Mitterrand, Perigueux, Francia.
- Georges Lilanga di Nyama: Mapico Dance, Mamco (Musée d'Art Moderne et Contemporaine), Ginevra, Svizzera.
- Deposito 6, Verona, Italia.
- Malindi Casino, Malindi, Kenya.
- Sarenco Club, Verona, Italia.
- Palazzo dei Sette, Orvieto, Italia.
- Shanghai Biennale, Shanghai, Cina.
- Festival del Cinema Africano, Milano, Italia.
- Monte di Pietà, Messina, Italia.
- Rocca di Umbertide, Centro per l'Arte Contemporanea, Umbertide Convivio/Fabbrica Eos, Milano, Italia.

2001
- Archivio Cavellini, Brescia, Italia.
- Galleria Goethe, Bolzano, Italia.
- Lenz Gallery, Lugano, Svizzera.

2002
- Galleria Spazia, Bologna, Italia.
- MAMCO (Musée d'Art Moderne et Contemporaine), Ginevra, Svizzera.
- Convivio/Fabbrica EOS, Milano, Italia.

2003
- Hotel de Ville, Paris, Francia.
- Centre Culturel Francois Mitterrand, Perigueux, Francia.
- Alliance Francaise, Dar es Salaam, Tanzania.
- Christa's Fine Tribal Art Gallery, Copenaghen, Danimarca.
- Fabbrica EOS, Milano, Italia.
- Fabbrica Sarenco, Verona, Italia.
- Cà di Frà, Milano, Italia.
- Atelier degli Artisti, Brescia, Italia.

2004
- “Africani in Africa”, Museo di Storia e Scienza Naturale, Firenze, Italia.
- “Tinga Tinga e Lilanga”, The Museum of Art, Kochi, Giappone.
- “Africa Remix: Contemporary Art of a Continent”, Düsseldorf, Museum Kunstpalast, Germania.
- “Africa Remix: Contemporary Art of a Continent”, Hayward Gallery, Londra, UK.
- Paparazzi Gallery, Crema, Italia.
- Fabbrica Eos/Forum di Assago, Milano, Italia.
- Convivio/Fabbrica Eos, Milano, Italia.

2005
- African Art now”, MFAH, Houston, Texas, USA.
- “Lilanga Planet”, UBS, Lugano, Svizzera.
- “Africa Africa”, Museo Rimoldi, Cortina d'Ampezzo, Italia.
- Hayward Gallery, Londra, UK.
- Centre Georges Pompidou, Paris, Francia.
- Ventabren Art Contemporain, Ventabren, Francia.
- Bar Jamaica, Milano, Italia.
- Grimaldi Forum, Principato di Monaco.
- Studio Brescia, Brescia, Italia.
- Fabbrica Eos, Milano, Italia.
- Franco Riccardo, Napoli, Italia.
- Franco Cancelliere, Messina, Italia.
- Studio Aurelio Stefanini, Firenze, Italia.
- “LilangaMania”, Museo di Storia Naturale Università di Firenze, Italia.

2006
- “Africani In Africa”, Museo di San Francesco della Scarpa, Lecce, Italia.
- “Lilanga, Il Picasso d'Africa: 1975-2005”, Museo Rimoldi, Cortina d'Ampezzo, Italia.
- “George Lilanga, The World with Shetanis”, Tama Art University Museum, Tokyo, Giappone.
- “Perspectivas Contemporàneas de Africa”, Museo Guggenheim, Bilbao, Spagna.
- Cà di Frà, Milano. Italia.
- Mori Art Museum, Tokyo, Giappone.
- Centro Arti Visive, Soresina, Italia.
- Riccardo – Solivellas, Palma di Maiorca, Spagna.
- Studio de Bonis, Reggio Emilia, Italia.
- “Le Fiabe d'Africa”, Galleria Andrea Morra, Piacenza, Italia.
- Galleria Sorrenti, Novara, Italia.

2007
- Galleria Fontanella Borghese, Roma, Italia.
- Biennale di Malindi. Kenya.
- “Lilanga di Nyama, Opere Scelte 1970-2005”, Soprintendenza Galleria Nazionale d'arte Moderna e Contemporanea, Museo H.C. Andersen, Roma, Italia.
- “George Lilanga. Colori d'Africa”, Museo Archeologica Nazionale dell'Umbria, Soprintendenza ai Beni Archeologici, Perugia, Italia.
- “Africa Today - The dark side of the art”, La Vetrina di Roma, Roma, Italia.
- “Why Africa? - La Collezione Pigozzi”, Pinacoteca del Lingotto, Torino, Italia.
- “Opere di George Lilanga”, Caffè Letterario, Foligno, Italia.

2008
- “George Lilanga. Il Picasso Africano” Museo dell'Abbazia di San Pietro, Assisi, Italia.

2009
- “Gli Shetani di George Lilanga a Palazzo Trinci” Museo della Città di Foligno (dal 19 dicembre 2009 al 5 aprile 2010) - Palazzo Trinci, Foligno, Italia.

2010
- “Ugo Nespolo incontra George Lilanga” Galleria Cassiopea (dal 10 settembre 2010 al 4 ottobre 2010) - Roma, Italia.

## Autentica delle opere
Naturalmente sono considerate autentiche senza alcuna necessità di ulteriori certificati le opere corredate da foto insieme all'artista. Lilanga si è fatto riprendere con la fotocamera, insieme alle opere, in un numero limitato di casi.
George Lilanga in persona, di fronte ad un "avvocato, pubblico notaio e commissario di dichiarazioni" di Dar es Salaam, Tanzania, il 10 giugno 2005 ha conferito senza riserve al Professor Luca Faccenda e al Dottor Marco Parri l'autorità esclusiva di autenticare per suo conto tutte le opere d'arte esportate nell'Europa e nell'Asia geografiche. L'atto notarile è stato sottoscritto da George Lilanga in lingua swahili e su traduzione autenticata in inglese; è stato poi registrato e trascritto con atto notarile a Firenze in data 3 marzo 2006.
I signori Luca Faccenda e Marco Parri si sono costituiti in un'associazione no profit definita "National Gallery Firenze" attraverso la quale hanno iniziato un'attività di riconoscimento e autenticazione delle opere di George Lilanga.